# Marina Erakovic
Marina Erakovic (Split, 6 de março de 1988) é uma ex-tenista profissional da Nova Zelândia. Conquistou um título de simples e 8 de duplas no circuito da WTA. Teve como maiores rankings o de 39 em simples  e 25 em duplas.
Anunciou aposentadoria aos 30 anos, em seu perfil de Twitter, em um vídeo segurando placas, imitando Bob Dylan no clipe Don't Look Back.
As lesões a prejudicaram, tanto que ela estava afastada do circuito desde 2017. O último jogo da carreira, em novembro desse ano, foi durante o ITF de Waco, onde ela perdeu na 1ª fase de simples.

## Premier Mandatory/Premier 5 finals

### Duplas: 1 (1 vice)
| Posição | Ano  | Campeonato | Piso   | Parceira   | Oponentes                               | Placar   |
| ------- | ---- | ---------- | ------ | ---------- | --------------------------------------- | -------- |
| Vice    | 2013 | Madrid     | Saibro | Cara Black | Anastasia Pavlyuchenkova Lucie Šafářová | 2–6, 4–6 |

## WTA finais

### Simples: 4 (1 título, 3 vices)
| Campeã — Legenda                             |
| -------------------------------------------- |
| Grand Slam (0–0)                             |
| WTA Tour (0–0)                               |
| Tier I / Premier Mandatory & Premier 5 (0–0) |
| Tier II / Premier (0–0)                      |
| Tier III, IV & V / International (1–3)       |

| Posição | N. | Data              | Torneio                                                 | Piso        | Oponente                   | Placr         |
| ------- | -- | ----------------- | ------------------------------------------------------- | ----------- | -------------------------- | ------------- |
| Vice    | 1. | 18 Setembro 2011  | Challenge Bell, Quebec, Canadá                          | Carpete (i) | Barbora Záhlavová-Strýcová | 6–4, 1–6, 0–6 |
| Vice    | 2. | 25 Fevereiro 2012 | Memphis International, Memphis, EUA                     | Duro (i)    | Sofia Arvidsson            | 3–6, 4–6      |
| Campeã  | 1. | 23 Fevereiro 2013 | U.S. National Indoor Tennis Championships, Memphis, EUA | Duro (i)    | Sabine Lisicki             | 6–1, retired  |
| Vice    | 3. | 15 Setembro 2013  | Challenge Bell, Quebec City, Canadá                     | Carpete (i) | Lucie Šafářová             | 4–6, 3–6      |

### Duplas: 16 (8 títulos, 8 vices)
| Campeã — Legenda                             |
| -------------------------------------------- |
| Grand Slam (0–0)                             |
| WTA Tour (0–0)                               |
| Tier I / Premier Mandatory & Premier 5 (0–1) |
| Tier II / Premier (1–1)                      |
| Tier III, IV & V / International (7–6)       |

| Posição | N. | Data              | Torneio                                           | Piso     | Parceira               | Oponentes                               | Placar                     |
| ------- | -- | ----------------- | ------------------------------------------------- | -------- | ---------------------- | --------------------------------------- | -------------------------- |
| Vice    | 1. | 24 Maio 2008      | İstanbul Cup, Istanbul, Turquia                   | Saibro   | Polona Hercog          | Jill Craybas Olga Govortsova            | 1–6, 2–6                   |
| Campeã  | 1. | 21 Junho 2008     | Ordina Open, 's-Hertogenbosch, Holanda            | Grama    | Michaëlla Krajicek     | Liga Dekmeijere Angelique Kerber        | 6–3, 6–2                   |
| Campeã  | 2. | 4 Outubro 2008    | Japan Open Tennis Championships, Tóquio, Japão    | Duro     | Jill Craybas           | Ayumi Morita Aiko Nakamura              | 4–6, 7–5, [10–6]           |
| Campeã  | 3. | 26 Outubro 2008   | Fortis Championships Luxembourg, Luxemburgo       | Duro     | Sorana Cîrstea         | Vera Dushevina Mariya Koryttseva        | 2–6, 6–3, [10–8]           |
| Campeã  | 4. | 14 Fevereiro 2010 | PTT Pattaya Open, Pattaya City, Tailândia         | Duro     | Tamarine Tanasugarn    | Anna Chakvetadze Ksenia Pervak          | 7–5, 6–1                   |
| Vice    | 2. | 24 Julho 2010     | Banka Koper Slovenia Open, Portorož, Eslovênia    | Duro     | Anna Chakvetadze       | Maria Kondratieva Vladimíra Uhlířová    | 4–6, 6–2, [7–10]           |
| Vice    | 3. | 8 Janeiro 2011    | ASB Classic, Auckland, Nova Zelândia              | Duro     | Sofia Arvidsson        | Květa Peschke Katarina Srebotnik        | 3–6, 0–6                   |
| Campeã  | 5. | 16 Outubro 2011   | Generali Ladies Linz, Linz, Áustria               | Duro (i) | Elena Vesnina          | Julia Görges Anna-Lena Grönefeld        | 7–5, 6–1                   |
| Vice    | 4. | 14 Janeiro 2012   | Moorilla Hobart International, Hobart, Austrália  | Duro     | Chuang Chia-jung       | Irina-Camelia Begu Monica Niculescu     | 7–6(7–4), 6–7(4–7), [5–10] |
| Campeã  | 6. | 16 Julho 2012     | Bank of the West Classic, Stanford, EUA           | Duro     | Heather Watson         | Jarmila Gajdošová Vania King            | 7–5, 7–6(9–7)              |
| Campeã  | 7. | 25 Agosto 2012    | Texas Tennis Open, Dallas, EUA                    | Duro     | Heather Watson         | Līga Dekmeijere Irina Falconi           | 6–3, 6–0                   |
| Vice    | 5. | 11 Maio 2013      | Mutua Madrid Open, Madrid, Espanha                | Saibro   | Cara Black             | Anastasia Pavlyuchenkova Lucie Šafářová | 2–6, 4–6                   |
| Vice    | 6. | 25 Maio 2013      | Internationaux de Strasbourg, Estrasburgo, França | Saibro   | Cara Black             | Kimiko Date-Krumm Chanelle Scheepers    | 4–6, 6–3, [12–14]          |
| Vice    | 7. | 16 Junho 2013     | AEGON Classic, Birmingham, Reino Unido            | Grama    | Cara Black             | Ashleigh Barty Casey Dellacqua          | 5–7, 4–6                   |
| Campeã  | 8. | 21 Junho 2014     | Topshelf Open, Rosmalen, Holanda                  | Grama    | Arantxa Parra Santonja | Michaëlla Krajicek Kristina Mladenovic  | 0-6, 7-6(7-5), [10-8]      |
| Vice    | 8. | 23 Agosto 2014    | Connecticut Open, New Haven, EUA                  | Duro     | Arantxa Parra Santonja | Sílvia Soler Espinosa Andreja Klepač    | 5–7, 6–4, [7–10]           |